# Luftangriff auf Guernica
Gijón –
Oviedo –
Alcázar von Toledo –
Mérida –
Badajoz –
Guipúzcoa –
Mallorca –
Sierra Guadalupe –
Talavera de la Reina –
Madrid –
Straße nach Coruña –
Málaga –
Jarama –
Guadalajara –
Krieg im Norden (Durango, Guernica, Santander) –
Brunete –
Belchite –
Teruel –
Cabo de Palos –
Aragon –
Ebro –
Katalonien
Der Luftangriff auf Guernica (baskisch Gernika) am 26. April 1937 durch Kampfflugzeuge der deutschen Legion Condor und der italienischen Aviazione Legionaria war eine militärische Operation während des Spanischen Bürgerkrieges im Baskenland. Die Legion Condor war für den Hauptteil des Bombardements verantwortlich.
Geleitet wurde der Angriff auf Guernica (heute Gernika) von Wolfram von Richthofen. Guernica war nur eine der schutzlosen Städte, die von der Luftwaffe der nationalistischen Streitkräfte während des Feldzuges in der baskischen Provinz Vizcaya zerstört wurden. Der Fall Guernica erlangte wegen der offensichtlichen deutschen Beteiligung internationale Bedeutung, besonders in England ergriffen Öffentlichkeit und Parlament Partei, aber ohne Folgen. Die deutsche Diplomatie bestritt die Schuld der deutschen Flieger, Francisco Franco beschuldigte sogar José Antonio Aguirre, den Präsidenten der baskischen Republik, er habe Guernica zerstören lassen, um diese Tat ihm, Franco, in die Schuhe zu schieben und damit die bereits besiegten Basken zu einem letzten Aufbäumen zu motivieren.
Die genaue Opferzahl ist bis heute umstritten: Während die baskische Regierung über 1600 Tote angab, variieren die von Historikern genannten Zahlen stark zwischen 200/300 Toten (Minimalschätzung) und 2000 Toten (Maximalschätzung).
Kurz nach Bekanntwerden der Bombardierung Guernicas entwarf Pablo Picasso sein Monumentalgemälde Guernica, welches in schwarzen, grauen und weißen Farbtönen den Schrecken jenes Apriltages zeigt. Dieses Bild gilt bis heute als denkwürdige Anklage gegen den Krieg.
1997 bat Bundespräsident Roman Herzog bei einem Besuch in Spanien offiziell im Namen Deutschlands um Entschuldigung für den Angriff.

## Vorgeschichte

Der Krieg im Norden (März–September 1937)

Zwischen 1936 und 1939 tobte in Spanien ein Bürgerkrieg zwischen den Truppen der demokratisch gewählten Regierung der Zweiten spanischen Republik und den nationalistischen Putschisten unter General Francisco Franco. Beide Seiten erhielten Unterstützung durch ausländische Truppenverbände und Waffenlieferungen. So versorgte die stalinistische Sowjetunion die Republikaner, während das nationalsozialistische Deutschland und das faschistische Italien die Seite der Nationalisten unterstützten.
Als der Putschversuch der Militärs zu scheitern drohte, erhielten die spanischen Franquisten Hilfe von den Regierungen in Deutschland und Italien. Dabei sollte die deutsche Luftwaffe, die seit 1935 neu aufgebaut wurde, Kampferfahrung sammeln und die Entwicklung neuer Flugzeugtypen und Luftkampftaktiken vorangetrieben werden.
Bereits am 31. März 1937, also knapp einen Monat vor Guernica, wurde die etwa 20 Kilometer entfernte Kleinstadt Durango von italienischen Flugzeugen bombardiert (siehe Luftangriff auf Durango und Krieg im Norden). Bei den Angriffen starben über 330 Menschen. Das Bombardement erlangte kaum Bekanntheit. 
Guernica, eine Kleinstadt mit damals 5000 bis 6000 Einwohnern im Baskenland an der Nordküste Spaniens am Golf von Biscaya gelegen, befand sich zu dieser Zeit in einem schmalen, von den Republikanern kontrollierten Streifen, der jedoch durch die von General Francisco Franco angeführten Vorstöße schon im Juli des Jahres 1936 von den anderen republikanischen Gebieten abgetrennt worden war.

## Beteiligte Flugzeuge
Die derzeit zur Verfügung stehenden Quellen legen laut Xabier Irujo (2018) nahe, dass Guernica von 59 bis 62 Kampfflugzeugen angegriffen wurde. Von diesen waren 27 bis 30 Bombenflugzeuge und 32 Jagd- und Erdkampfflugzeuge. Dies entsprach 20 Prozent der gesamten Luftstreitkräfte, über welche die Seite von Francos Nationalisten im April 1937 verfügte. Darüber hinaus wird noch über die Teilnahme von Heinkel He 45 und Heinkel He 70 Aufklärungsflugzeugen berichtet.
| Typ                    | Herkunftsland | Einsatzart       | Anzahl | Einheit | Flugzeugbasis   |
| ---------------------- | ------------- | ---------------- | ------ | ------- | --------------- |
| Junkers Ju 52/3m       | Deutschland   | Bomber           | 21     | K/88    | Burgos          |
| Heinkel He 111         | Deutschland   | Bomber           | 2      | VB/88   | Burgos          |
| Dornier Do 17          | Deutschland   | Bomber           | 1      | VB/88   | Burgos          |
| Savoia-Marchetti SM.79 | Italien       | Bomber           | 3–6    | E-280   | Soria           |
| Heinkel He 51          | Deutschland   | Erdkampfflugzeug | 12     | J/88    | Vitoria-Gasteiz |
| Messerschmitt Bf 109   | Deutschland   | Jagdflugzeug     | 7      | J/88    | Vitoria-Gasteiz |
| Fiat CR.32             | Italien       | Jagdflugzeug     | 13     | 3-26    | Vitoria-Gasteiz |

## Der Angriff

### Ziel des Angriffs
Offizielles Ziel des deutschen Angriffs auf Guernica war die Zerstörung einer 25 Meter langen und 10 Meter breiten Steinbrücke über den Fluss Oca, die das Zentrum mit dem östlichen Stadtteil Rentería verband. Dadurch sollte vorgeblich die Infrastruktur zerstört und den Truppen Francos ein leichteres Erobern der Stadt ermöglicht werden. Das eigentliche Ziel bestand in der Demoralisierung der republikanischen Kräfte des Widerstandes gegen die Franco-Truppen. Der Journalist Christoph Kolika sieht in dem Angriff das erste flächendeckende Bombardement eines Krieges, bei dem es ausschließlich und vorausberechnet um reine zivile Opfer ging.

### Abfolge der Ereignisse
Am Morgen des 26. April 1937, einem Montag, meldete die Besatzung einer Dornier Do 17 der Versuchsbomberstaffel 88 (VB/88), vermutlich absichtlich, größere Truppenansammlungen am Rande Guernicas. In Wirklichkeit befanden sich ca. 3.000 Flüchtlinge in der Stadt und bei der Menschenansammlung handelte es sich um Zivilisten auf dem Weg zum Markt. Der Chef des Stabes der Legion Condor, Wolfram von Richthofen, sah hierin eine taktische Gelegenheit, die vermeintlichen „Reserven“ des Gegners – man vermutete hier 23 baskische Bataillone – zu isolieren und zu vernichten, und erhielt die Angriffsfreigabe von Oberst Vigón, dem Stabschef von Emilio Mola. Die Kommunikation zwischen von Richthofens Kommandoposten und dem Hauptquartier der Nationalen in Burgos soll nicht einwandfrei funktioniert haben und so kam es stattdessen zum direkten Angriff auf Guernica. Guernica war als Ziel für das Bombardement und die anschließenden Kampfflieger, die aus der Luft auf Menschenjagd gingen, ausgewählt worden, da alle bisherigen Versuche, Bilbao einzunehmen, gescheitert waren.
Nachmittags um 15:45 Uhr startete auf dem Flughafen Burgos, etwa 140 Kilometer südwestlich von Guernica gelegen, eine Do 17 mit vier Mann an Bord. Begleitet von Jagdfliegern aus Vitoria als Schutz flog die Maschine zunächst etwa zehn Kilometer auf den Golf von Biscaya hinaus (von der Seeseite erwarteten die Spanier keine Angriffe) und kehrte dann in einer Schleife nach Guernica zurück. Die Bomben, entriegelt um 16:30 Uhr, trafen gezielt ins Stadtzentrum, wo sich die Menschenansammlungen befunden hatten.
Zehn Minuten später führte das Flugzeug die erste Staffel, bestehend aus drei Savoia-Marchetti SM.79 der italienischen Legion, über der Küste an. Diese steuerte über die Stadt und ließ die Bomben aus einer Höhe von etwa 700 Metern fallen.
Um 17:00 Uhr hoben 50 Kilometer südlich der Stadt, in Vitoria, 10 Heinkel-He-51-Jäger ab; zur gleichen Zeit starteten 27 Bomber von Burgos aus. Bei diesen handelte es sich um Transportflugzeuge vom Typ Junkers Ju 52/3m g3e, welche mit Bombenabwurfvorrichtungen ausgestattet waren. Die größeren Flugzeuge gehörten zur Kampfgruppe 88 (K/88) und der VB/88, die einmotorigen Heinkels zur 3. Staffel der Jagdgruppe 88 (3.J/88). Geleitschutz flogen Messerschmitt Bf 109-Jäger der ersten beiden Staffeln desselben Verbandes (1. und 2.J/88).
15 Minuten darauf trafen die He 51 in Guernica ein. Wenig später warfen die Ju 52 ihre Bomben in drei Wellen ab. Gegen 18:50 Uhr erreichten mehrere Bf 109 der 2.J/88 erneut den Ort und schossen auf die Flüchtenden. Zehn Minuten später flogen weitere He 51 den letzten Angriff.

### Wirkung des Angriffs
Durch die Bomben, die Menschenjagd aus den Kampfflugzeugen und das anschließende Großfeuer wurden 300 Menschen sofort getötet und etwa 80 Prozent aller Gebäude zerstört, unter anderem der Bahnhof und eine Olivenfabrik, deren Brand dichte Rauchwolken zur Folge hatte und die Zielgenauigkeit der späteren Angriffswellen beeinträchtigte. Die Rentería-Brücke allerdings war nicht von einer einzigen Bombe getroffen worden. Sie blieb genauso unbeschädigt wie eine kleinere Waffenfabrik und auch beide Krankenhäuser.

### Brandlöschung
Um 23:00 Uhr – knapp vier Stunden nach dem Abzug der letzten He 51 – traf ein aus Bilbao kommender Löschtrupp der Feuerwehr ein. Doch auch dieser vermochte die Brände nicht zu löschen, da die meisten Wasserleitungen in der Stadt geborsten waren. Der Brand konnte erst am darauffolgenden Tag um 15:00 Uhr nach 16 Stunden gelöscht werden.

## Opferzahlen
Die Times berichtete am Tag nach dem Angriff aus Guernica, dass wahrscheinlich Hunderte von Menschen durch den Angriff gestorben seien. Die damalige baskische Regierung meldete 1654 Tote und 889 Verletzte. Diese Zahl wurde von manchen späteren Forschungen bezweifelt, die stattdessen von etwa 200 bis 300 Todesopfern ausgehen. Die exakte Bestimmung der Opferzahl war und ist auch deshalb nicht möglich, weil sich (unregistrierte) Flüchtlinge in Guernica aufhielten. Andere Forscher stützen die ursprünglichen Schätzungen, so etwa Herbert R. Southworth (1977), William Smallwood (2012), Paul Preston (2017), Ángel Viñas (2018) und Xabier Irujo (2019), die jeweils maßgebliche Arbeiten zum Luftangriff auf Guernica vorgelegt haben. Southworth und Irujo vermuten unter Berücksichtigung der nichtregistrierten, unter den Trümmern verschütteten Toten sogar eine noch höhere Zahl von Opfern, als sie die baskische Regierung bekannt gegeben hat (Irujo nennt mindestens 2000 Tote).

## Darstellung in der NS-Propaganda und spätere Bewertungen

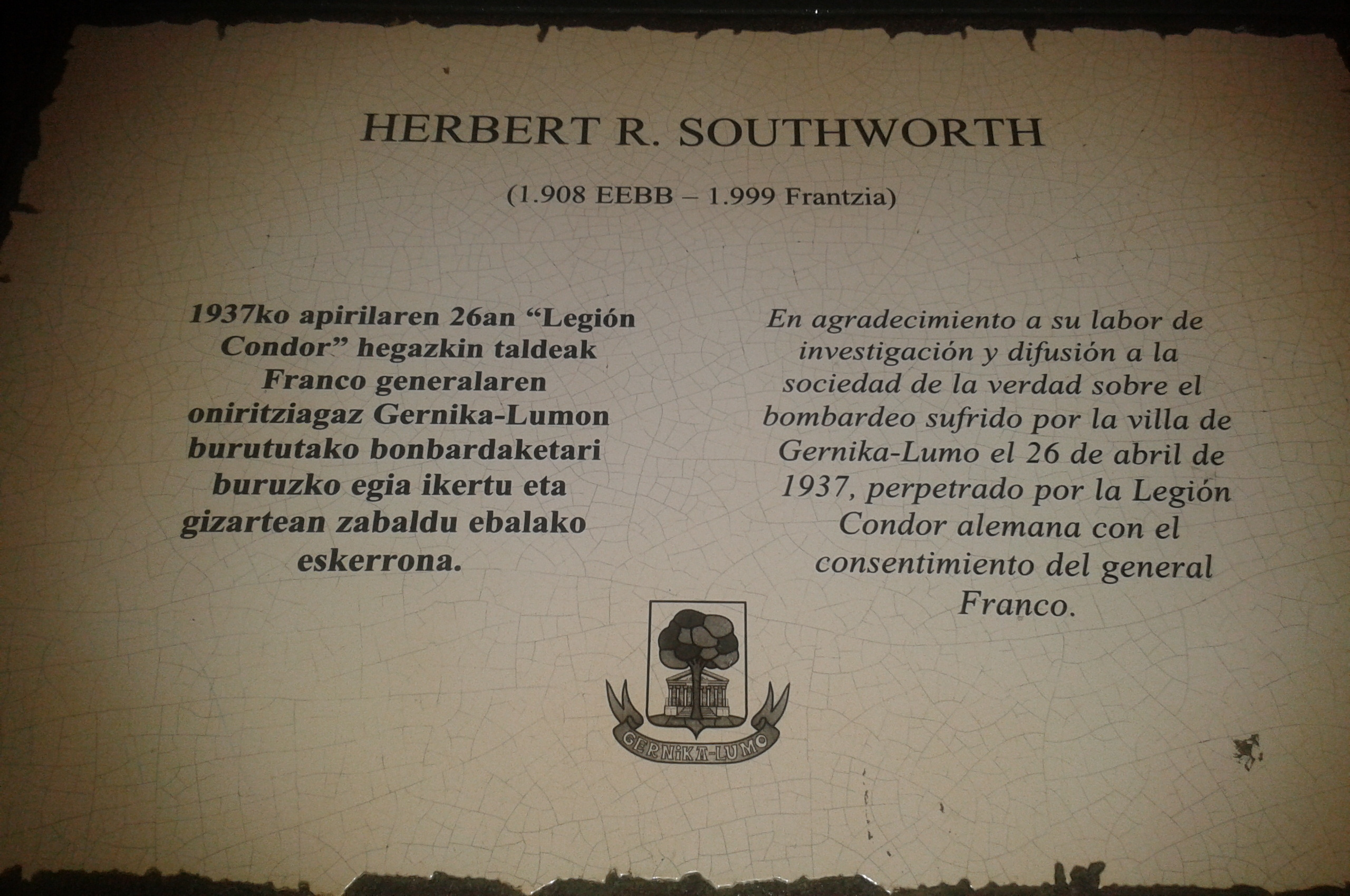
Gedenktafel in Gernika für Herbert R. Southworth

Das Reichspropagandaministerium von Joseph Goebbels behauptete nach der Bombardierung, dass die Flugzeuge keine Brandbomben geladen hätten und nur rein militärische Ziele angegriffen worden wären. Außerdem behauptete er, dass die Basken Guernica selbst angezündet hätten. Diese von Goebbels verbreiteten Falschbehauptungen wurden nach Nachforschungen des Militärgeschichtlichen Forschungsamtes dann 1977 offiziell in der Bundesrepublik Deutschland als solche anerkannt.
Der amerikanische Journalist Herbert R. Southworth war dagegen zusammen mit britischen Journalisten unmittelbar nach dem Angriff um die Aufklärung des Bombardements bemüht. In Gernika gibt es deswegen eine Gedenktafel für ihn.
Der Militärhistoriker Klaus A. Maier vom Militärgeschichtlichen Forschungsamt betrachtet die Bombardierung der Stadt als ersten Verstoß der deutschen Luftwaffe gegen das Kriegsvölkerrecht.
Der Journalist Sven Felix Kellerhoff behauptet hingegen in einem Artikel über die Bombardierung Dresdens in einem Nebensatz, dass sie „vom Kriegsvölkerrecht als Grenzfall gerade noch gedeckt“ gewesen sei.
Im Jahr 2019 war auf der Website der Vereinten Nationen (UN), auf der die Kunstwerke im UN-Gebäude beschrieben werden, die Kopie von Picassos Guernica-Gemälde fälschlicherweise als Mahnung an die Bombardierung durch die Republikaner beschrieben worden. Nach Intervention der spanischen Regierung entschuldigte sich die UN offiziell für diesen Fehler und korrigierte die Website.

## Abwurfmenge und verwendete Bomben

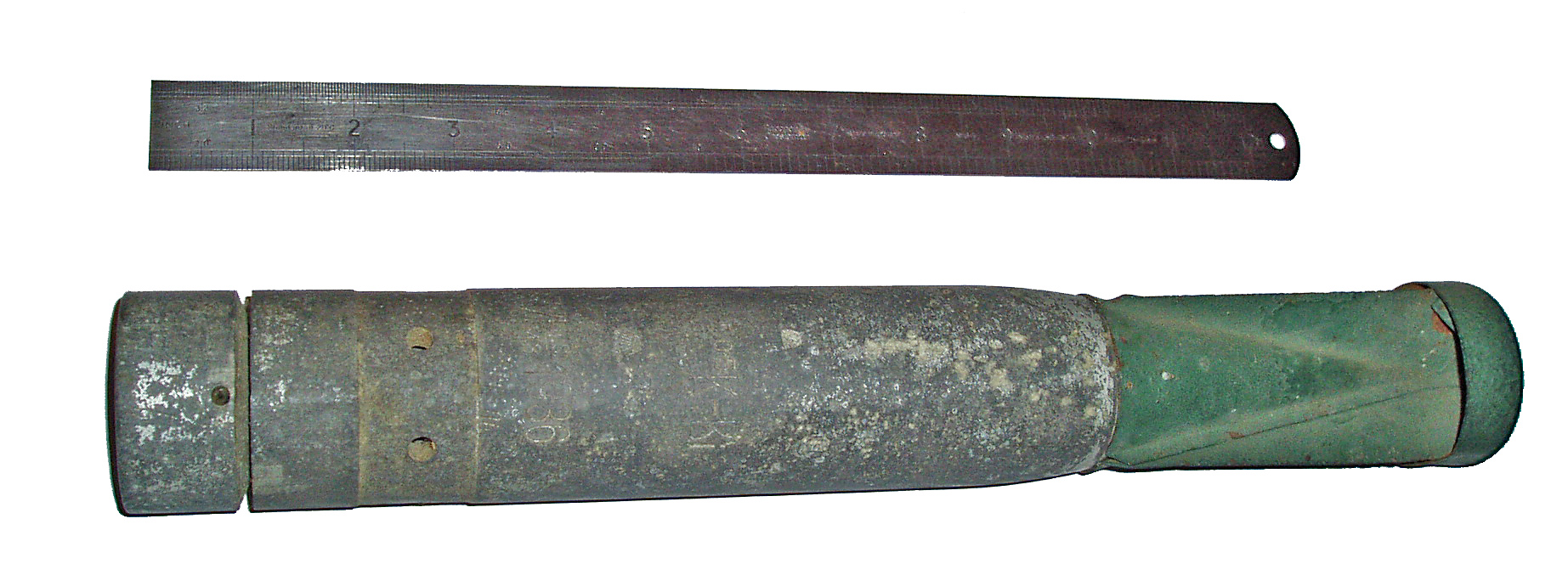
Eine Ein-Kilogramm-Stab-Brandbombe

Im Laufe des Angriffes warfen die Deutschen ca. 22 bis maximal 40 Tonnen Fliegerbomben auf Guernica ab. Das eingesetzte Abwurfmaterial bestand aus 250-Kilogramm-Sprengbomben, 10- bzw. 50-Kilogramm-Splitterbomben sowie Ein-Kilogramm-Stabbrandbomben. Letztere machten etwa ein Drittel der Gesamtabwurfmenge aus.

## Einmarsch der Franquisten
Wenige Tage nach den Bombardements nahmen die Franco-Truppen über die Rentería-Brücke kommend die Gegend und auch die Stadt ein. Sie trafen auf keinerlei Widerstand mehr.

## Künstlerische Bearbeitungen

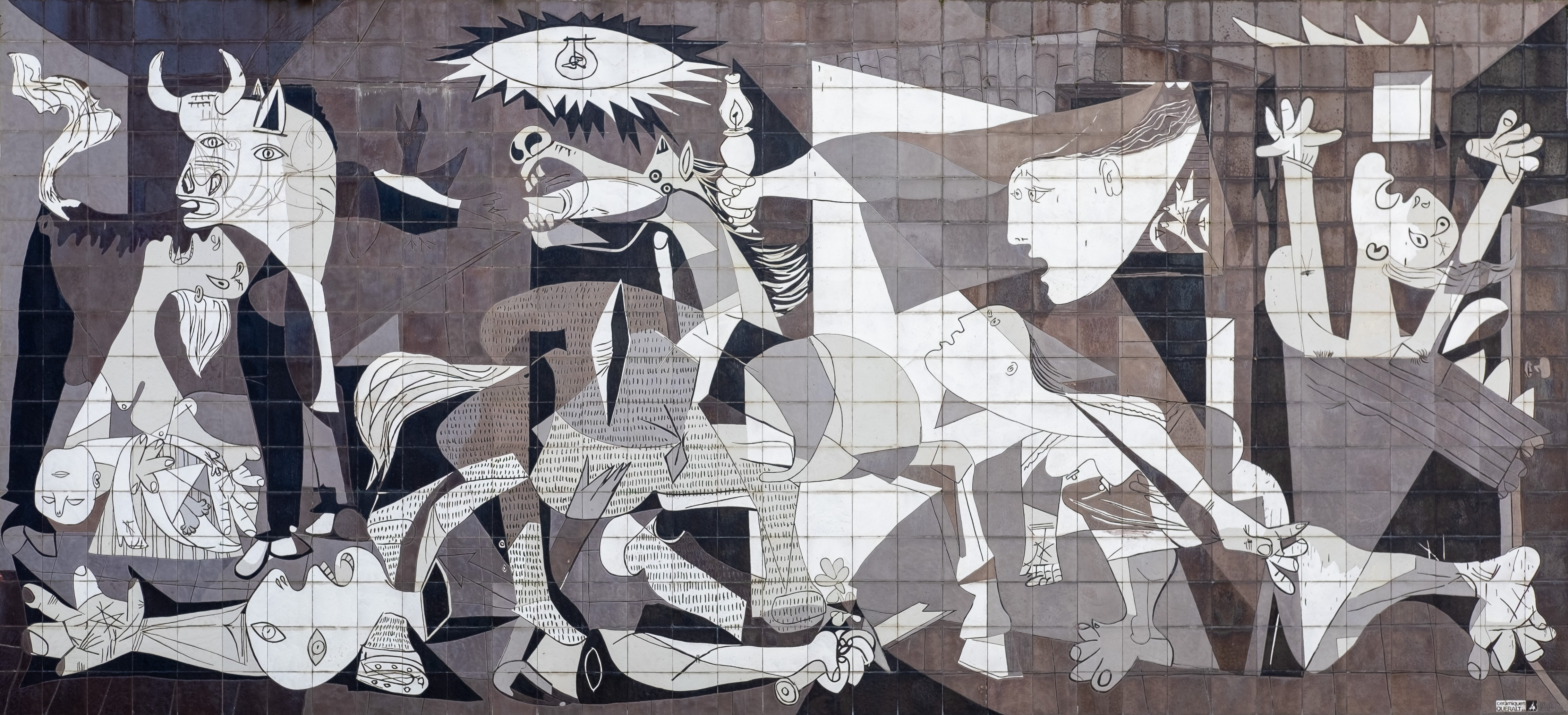
Kopie von Picassos Guernicagemälde in Gernika

- Guernica, Gemälde von Pablo Picasso, 1937
- Hermann Kesten: Die Kinder von Gernika (Roman), Amsterdam 1939, Hamburg 1955 (rororo-Taschenbuch 142)
- Market Day in Guernica, Lied von Katie Melua, 2005
- Guernica, Spielfilm von Koldo Serra, 2016
- Alberto Irigoyen, Xabier Irujo: Un regalo para Hitler (Roman), Alberdania, Irun 2021, ISBN 978-84-9868-693-7